# Entedon parvicalcar
Entedon parvicalcar är en stekelart som beskrevs av Thomson 1878. Entedon parvicalcar ingår i släktet Entedon och familjen finglanssteklar. Arten är reproducerande i Sverige. Inga underarter finns listade i Catalogue of Life.